# Circunscrições eclesiásticas católicas de Portugal

Dioceses de Portugal.

Esta é uma lista das circunscrições eclesiásticas católicas em Portugal. 

## Nunciatura Apostólica
| Jurisdição                                    | Criação | Núncio                                       | Idade   | Mandato    |
| --------------------------------------------- | ------- | -------------------------------------------- | ------- | ---------- |
| Nunciatura Apostólica da Santa Sé em Portugal | 1481    | D. Ivo Scapolo, Arcebispo-titular de Tagaste | 72 anos | Desde 2019 |

## Conferência Episcopal

### Presidência
| Jurisdição                       | Cargo                                                       | Titular | Idade                 | Mandato |
| -------------------------------- | ----------------------------------------------------------- | ------- | --------------------- | ------- |
| Conferência Episcopal Portuguesa |                                                             |         |                       |         |
| Presidente                       | D. José Ornelas de Carvalho, S.C.I., Bispo de Leiria-Fátima | 71 anos | Desde 2020            |         |
| Vice-Presidente                  | D. Virgílio do Nascimento Antunes, Bispo de Coimbra         | 63 anos | Desde 2020            |         |
| Secretário                       | Pe. Manuel Barbosa, S.C.I.                                  | 67 anos | 2014–2019; desde 2020 |         |

### Comissões Episcopais
| Comissão Episcopal                             | Presidente                                                   | Idade   |
| ---------------------------------------------- | ------------------------------------------------------------ | ------- |
| Educação Cristã e Doutrina da Fé               | D. António Augusto Azevedo, Bispo de Vila Real               | 63 anos |
| Pastoral Social e Mobilidade Humana            | D. José Augusto Traquina, Bispo de Santarém                  | 71 anos |
| Laicado e Família                              | D. Nuno Manuel dos Santos Almeida, Bispo de Bragança-Miranda | 63 anos |
| Vocações e Ministérios                         | D. Vitorino José Pereira Soares, Bispo Auxiliar do Porto     | 64 anos |
| Cultura, Bens Culturais e Comunicações Sociais | D. Nuno Brás da Silva Martins, Bispo do Funchal              | 62 anos |
| Liturgia e Espiritualidade                     | D. José Manuel Garcia Cordeiro, Arcebispo-Primaz de Braga    | 58 anos |
| Missão e Nova Evangelização                    | D. Armando Esteves Domingues, Bispo de Angra                 | 68 anos |

## Dioceses

### Província Eclesiástica de Lisboa
| Diocese                                                                     | Criação                                                                                               | Ordinário                                                                               | Idade   | Mandato    |
| --------------------------------------------------------------------------- | --- | --------------------------------------------------------------------------------------- | ------- | ---------- |
| Patriarcado de Lisboa (Patriarchatus Olisiponensis)                         | século IV (diocese restaurada em 1147; elevada a arquidiocese em 1393; elevada a patriarcado em 1716) | D. Rui Manuel Sousa Valério, S.M.M., Patriarca                                          | 60 anos | Desde 2023 |
| Patriarcado de Lisboa (Patriarchatus Olisiponensis)                         | século IV (diocese restaurada em 1147; elevada a arquidiocese em 1393; elevada a patriarcado em 1716) | D. Joaquim Augusto da Silva Mendes, S.D.B., Bispo Auxiliar (Bispo-titular de Caliábria) | 77 anos | Desde 2008 |
| Patriarcado de Lisboa (Patriarchatus Olisiponensis)                         | século IV (diocese restaurada em 1147; elevada a arquidiocese em 1393; elevada a patriarcado em 1716) | Cardeal D. Manuel José Macário do Nascimento Clemente, Patriarca-Emérito                | 77 anos | 2013–2023  |
| Diocese da Guarda (Diœcesis Ægitaniensis)                                   | século VI (restaurada em 1199)                                                                        | D. José Miguel Barata Pereira, Bispo                                                    | 53 anos | Desde 2025 |
| Diocese da Guarda (Diœcesis Ægitaniensis)                                   | século VI (restaurada em 1199)                                                                        | D. Manuel da Rocha Felício, Bispo Emérito                                               | 77 anos | Desde 2005 |
| Diocese do Funchal (Diœcesis Funchalensis)                                  | 1514 (elevada a arquidiocese em 1533; novamente diocese em 1551)                                      | D. Nuno Brás da Silva Martins, Bispo                                                    | 62 anos | Desde 2019 |
| Diocese do Funchal (Diœcesis Funchalensis)                                  | 1514 (elevada a arquidiocese em 1533; novamente diocese em 1551)                                      | D. António José Cavaco Carrilho, Bispo-Emérito                                          | 83 anos | 2007–2019  |
| Diocese do Funchal (Diœcesis Funchalensis)                                  | 1514 (elevada a arquidiocese em 1533; novamente diocese em 1551)                                      | D. Teodoro de Faria, Bispo-Emérito                                                      | 94 anos | 1982–2007  |
| Diocese de Angra (Diœcesis Angrensis)                                       | 1534                                                                                                  | D. Armando Esteves Domingues, Bispo                                                     | 68 anos | Desde 2023 |
| Diocese de Leiria-Fátima (Diœcesis Leiriensis-Fatimensis)                   | 1545                                                                                                  | D. José Ornelas Carvalho, S.C.I., Bispo                                                 | 71 anos | Desde 2022 |
| Diocese de Leiria-Fátima (Diœcesis Leiriensis-Fatimensis)                   | 1545                                                                                                  | Cardeal D. António Augusto dos Santos Marto, Bispo-Emérito                              | 78 anos | 2006–2022  |
| Diocese de Leiria-Fátima (Diœcesis Leiriensis-Fatimensis)                   | 1545                                                                                                  | D. Serafim de Sousa Ferreira e Silva, Bispo-Emérito                                     | 95 anos | 1993–2006  |
| Diocese de Portalegre-Castelo Branco (Diœcesis Portalegrensis-Castri Albi)  | 1550                                                                                                  | D. Antonino Eugénio Fernandes Dias, Bispo                                               | 76 anos | Desde 2008 |
| Diocese de Portalegre-Castelo Branco (Diœcesis Portalegrensis-Castri Albi)  | 1550                                                                                                  | D. Augusto César Alves Ferreira da Silva, C.M., Bispo-Emérito                           | 93 anos | 1978–2004  |
| Diocese de Santarém (Diœcesis Santaremensis in Lusitania sive Scalabitanus) | 1975                                                                                                  | D. José Augusto Traquina, Bispo                                                         | 71 anos | Desde 2017 |
| Diocese de Santarém (Diœcesis Santaremensis in Lusitania sive Scalabitanus) | 1975                                                                                                  | D. Manuel Pelino Domingues, Bispo-Emérito                                               | 84 anos | 1998–2017  |
| Diocese de Setúbal (Diœcesis Setubalensis)                                  | 1975                                                                                                  | Cardeal D. Américo Manuel Alves Aguiar, Bispo                                           | 51 anos | Desde 2023 |
| Diocese de Setúbal (Diœcesis Setubalensis)                                  | 1975                                                                                                  | D. Gilberto Délio Gonçalves Canavarro dos Reis, Bispo-Emérito                           | 85 anos | 1998–2015  |

### Província Eclesiástica de Braga
| Diocese                                                          | Criação                         | Ordinário                                                                              | Idade   | Mandato   |
| ---------------------------------------------------------------- | ------------------------------- | -------------------------------------------------------------------------------------- | ------- | --------- |
| Arquidiocese de Braga (Archidiœcesis Bracarensis)                | século III (restaurada em 1070) | D. José Manuel Garcia Cordeiro, Arcebispo Primaz                                       | 58 anos | 2021      |
| Arquidiocese de Braga (Archidiœcesis Bracarensis)                | século III (restaurada em 1070) | D. Delfim Jorge Esteves Gomes, Bispo Auxiliar (Bispo-titular de Dume)                  | 63 anos | 2022      |
| Arquidiocese de Braga (Archidiœcesis Bracarensis)                | século III (restaurada em 1070) | D. Jorge Ferreira da Costa Ortiga, Arcebispo Primaz-Emérito                            | 81 anos | 1999–2021 |
| Diocese do Porto (Diœcesis Portugalensis)                        | século IV                       | D. Manuel da Silva Rodrigues Linda, Bispo                                              | 69 anos | 2018      |
| Diocese do Porto (Diœcesis Portugalensis)                        | século IV                       | D. Vitorino José Pereira Soares, Bispo Auxiliar (Bispo-titular de Gisipa)              | 64 anos | 2019      |
| Diocese do Porto (Diœcesis Portugalensis)                        | século IV                       | D. Joaquim Proença Dionísio, Bispo Auxiliar (Bispo-titular de Parthenia)               | 56 anos | 2023      |
| Diocese do Porto (Diœcesis Portugalensis)                        | século IV                       | D. Roberto Rosmaninho Mariz, Bispo Auxiliar (Bispo-titular de Vita)                    | 51 anos | 2023      |
| Diocese do Porto (Diœcesis Portugalensis)                        | século IV                       | D. João Miranda Teixeira, Bispo Auxiliar-Emérito (Bispo-titular de Castello Jabar)     | 89 anos | 1983–2011 |
| Diocese do Porto (Diœcesis Portugalensis)                        | século IV                       | D. António Maria Bessa Taipa, Bispo Auxiliar-Emérito (Bispo-titular de Tabbora)        | 82 anos | 1999–2018 |
| Diocese do Porto (Diœcesis Portugalensis)                        | século IV                       | D. Pio Gonçalo Alves de Sousa, Bispo Auxiliar-Emérito (Bispo-titular de Aquae Flaviae) | 80 anos | 1999–2021 |
| Diocese de Coimbra (Diœcesis Conimbricensis)                     | século VI (restaurada em 1080)  | D. Virgílio do Nascimento Antunes, Bispo                                               | 63 anos | 2011      |
| Diocese de Viseu (Diœcesis Visensis)                             | século VI (restaurada em 1147)  | D. António Luciano dos Santos Costa, Bispo                                             | 73 anos | 2018      |
| Diocese de Lamego (Diœcesis Lamecensis)                          | século VI (restaurada em 1147)  | D. António José da Rocha Couto, S.M.P., Bispo                                          | 73 anos | 2011      |
| Diocese de Lamego (Diœcesis Lamecensis)                          | século VI (restaurada em 1147)  | D. Jacinto Tomás de Carvalho Botelho, Bispo-Emérito                                    | 89 anos | 2000–2011 |
| Diocese de Bragança-Miranda (Diœcesis Brigantiensis-Mirandensis) | 1545                            | D. Nuno Manuel dos Santos Almeida, Bispo                                               | 63 anos | 2023      |
| Diocese de Bragança-Miranda (Diœcesis Brigantiensis-Mirandensis) | 1545                            | D. António Montes Moreira, O.F.M., Bispo-Emérito                                       | 90 anos | 2001–2011 |
| Diocese de Aveiro (Diœcesis Aveirensis)                          | 1774                            | D. António Manuel Moiteiro Ramos, Bispo                                                | 69 anos | 2014      |
| Diocese de Vila Real (Diœcesis Villaregalensis)                  | 1922                            | D. António Augusto de Oliveira Azevedo, Bispo                                          | 63 anos | 2019      |
| Diocese de Vila Real (Diœcesis Villaregalensis)                  | 1922                            | D. Amândio José Tomás, Bispo-Emérito                                                   | 82 anos | 2011–2019 |
| Diocese de Viana do Castelo (Diœcesis Vianensis Castelli)        | 1977                            | D. João Evangelista Pimentel Lavrador, Bispo                                           | 69 anos | 2021      |

### Província Eclesiástica de Évora
| Diocese                                           | Criação                                                                                        | Ordinário                                                    | Idade   | Mandato   |
| ------------------------------------------------- | ---------------------------------------------------------------------------------------------- | ------------------------------------------------------------ | ------- | --------- |
| Arquidiocese de Évora (Archidiœcesis Eborensis)   | século IV (diocese restaurada em 1166; elevada a arquidiocese em 1540)                         | D. Francisco Senra Coelho, Arcebispo                         | 64 anos | 2018      |
| Arquidiocese de Évora (Archidiœcesis Eborensis)   | século IV (diocese restaurada em 1166; elevada a arquidiocese em 1540)                         | D. José Francisco Sanches Alves, Arcebispo-Emérito           | 84 anos | 2008–2018 |
| Diocese do Algarve (Diœcesis Pharaonensis)        | século IV (diocese restaurada em 1189 e em 1253; sede transferida de Silves para Faro em 1577) | D. Manuel Neto Quintas, S.C.I., Bispo                        | 75 anos | 2004      |
| Diocese do Algarve (Diœcesis Pharaonensis)        | século IV (diocese restaurada em 1189 e em 1253; sede transferida de Silves para Faro em 1577) | D. Manuel Madureira Dias, Bispo-Emérito                      | 89 anos | 1988–2004 |
| Diocese de Beja (Diœcesis Beiensis sive Pacensis) | século VI (diocese restaurada em 1770)                                                         | D. Fernando Maio de Paiva, Bispo                             | 62 anos | 2024      |
| Diocese de Beja (Diœcesis Beiensis sive Pacensis) | século VI (diocese restaurada em 1770)                                                         | D. José João dos Santos Marcos, Bispo-Emérito                | 75 anos | 2016–2024 |
| Diocese de Beja (Diœcesis Beiensis sive Pacensis) | século VI (diocese restaurada em 1770)                                                         | D. António Vitalino Fernandes Dantas, O.Carm., Bispo-Emérito | 83 anos | 1999–2016 |

### Jurisdiçãosui juris
| Diocese                                                                       | Criação | Ordinário                                         | Idade   | Mandato    |
| ----------------------------------------------------------------------------- | ------- | ------------------------------------------------- | ------- | ---------- |
| Ordinariato Castrense de Portugal (Diocese das Forças Armadas e de Segurança) | 1966    | Sede vacante                                      | ―       | Desde 2023 |
| Ordinariato Castrense de Portugal (Diocese das Forças Armadas e de Segurança) | 1966    | D. Januário Torgal Mendes Ferreira, Bispo-Emérito | 87 anos | 2001–2013  |

## Dioceses extintas
- Diocese de Aquae Flaviae
- Diocese de Betecas
- Diocese de Caliábria
- Diocese de Castelo Branco
- Diocese de Dume
- Diocese de Elvas
- Diocese de Miranda
- Diocese de Penafiel
- Diocese de Pinhel
- Diocese de Salácia
- Isento de Leiria
- Isento de Tomar